# Carl Hampel (Gartenarchitekt)

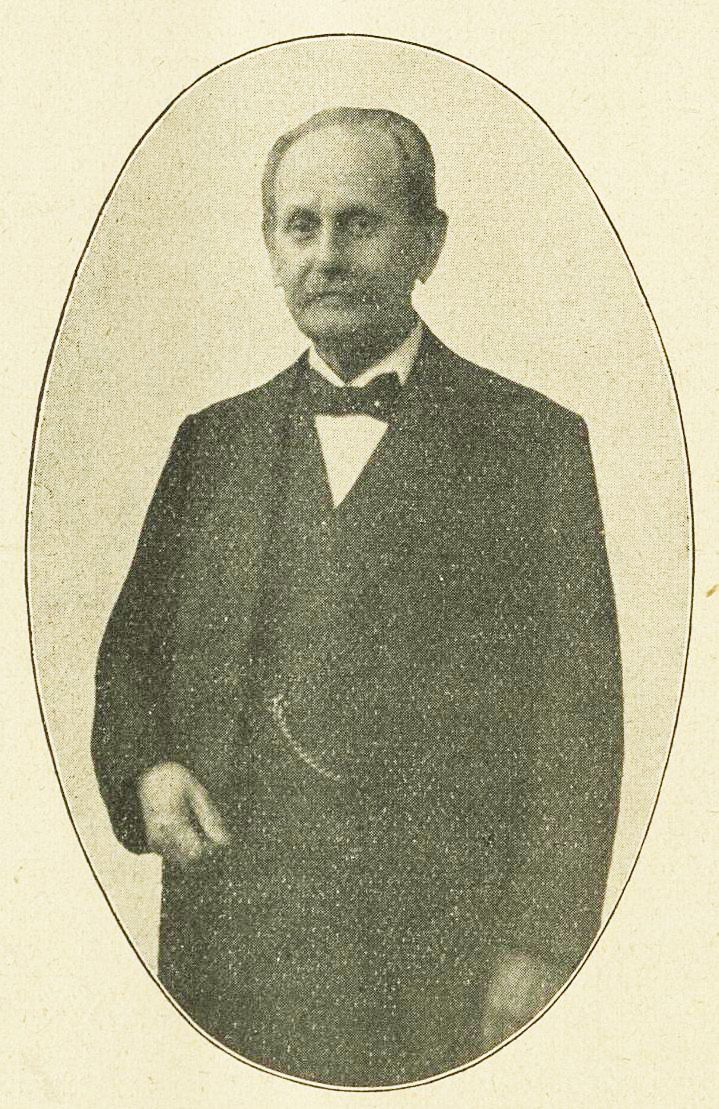
Carl Hampel, um 1924

Carl Hampel (* 9. Dezember 1849 in Düsseldorf; † 20. Januar 1930 in Frankfurt (Oder)) war ein deutscher Gartenarchitekt. Er war 19 Jahre Gartendirektor in Leipzig. 

## Leben
Carl Hampel war lange Jahre Städtischer Obergärtner in Berlin und hier besonders zuständig für den 1876 von Gustav Meyer angelegten Treptower Park. Für das Jahr 1900 wird er als Großherzoglicher Hofgartendirektor in Schwerin genannt. Aber auch außerhalb seiner Festanstellungen war er tätig. So entwarf er 1891 den Westendpark in Dresden-Plauen (heute Fichtepark). Als er 1901 zum Leipziger Gartendirektor berufen wurde, konnte er bereits eine stattliche Reihe gärtnerischer und gartenarchitektonischer Schriften vorlegen (siehe unten). In Leipzig trat er die Nachfolge des ersten Leipziger Gartendirektors Otto Wittenberg an, der in den Ruhestand gegangen war.
Sein erstes Projekt war hier die weitere Gestaltung des von Wittenberg konzipierten König-Albert-Parks über die Flutrinne hinaus nach Westen. Neben einigen Projekten am Promenadenring war ein wesentliches Werk die landschaftliche Gestaltung der Umgebung des entstehenden Völkerschlachtdenkmals als Denkmalpark.
Als er 1920 in den Ruhestand ging, wurde als sein Nachfolger Nikolaus Molzen (1881–1954) bestellt.
Mit der Benennung eines Platzes im Denkmalpark als „Carl-Hampel-Platz“ (Lage) wurde ihm 1931 eine besondere Ehre zuteil.

## Werke

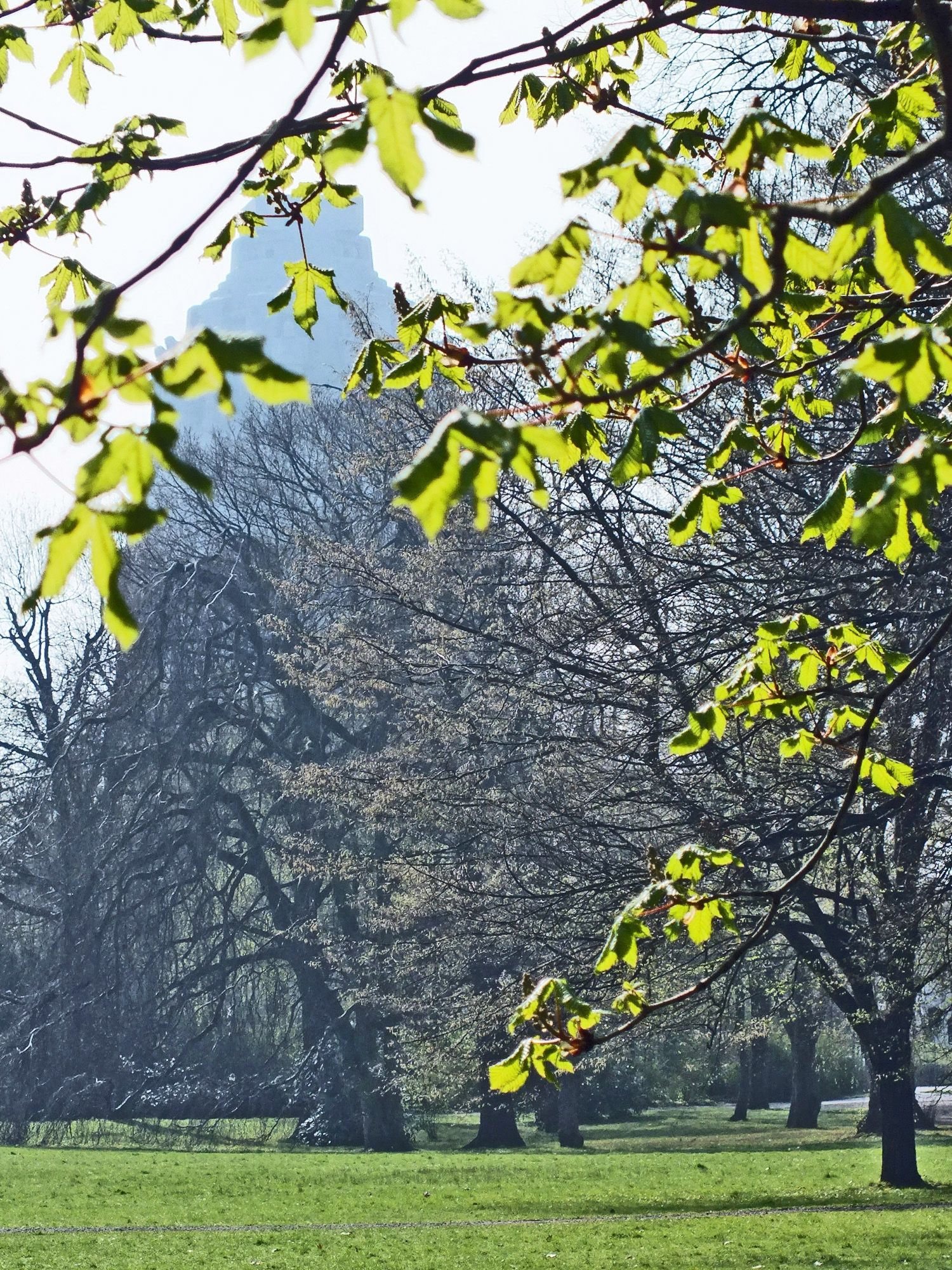
Wilhelm-Külz-Park (Denkmalspark)

- 1891: Westendpark in Dresden-Plauen (heute Fichtepark)[4]
- 1901–1905: König-Albert-Park Leipzig (heute Clara-Zetkin-Park), Fortsetzung der von Wittenberg begonnenen Anlage, besonders westlich der Flutrinne (Lage)
- 1901–1905: Promenaden-Anlagen am Martin-Luther-Ring in Leipzig im Zusammenhang mit dem Bau des Neuen Rathauses[5] (Lage)
- 1903–1906: Promenaden-Anlagen am Dittrichring in Leipzig[5] (Lage)
- 1904: Neukonzipierung der Anlagen am Goerdelerring[5] (Lage)
- 1905–1913: Denkmalpark am Völkerschlachtdenkmal (heute Wilhelm-Külz-Park, volkstümlich Amselpark) (Lage)
- 1910–1915: Umgestaltung des Parks um das Wilhelm-Müller-Denkmal im Zusammenhang mit dem Bau des Leipziger Hauptbahnhofs[5] (Lage)
- 1912: Steinplatz (Lage)
- 1913: Nördlicher Teil des Eutritzscher Parks (seit 1949 Arthur-Bretschneider-Park) (Lage)
- 1915–1920: Mariannenpark Leipzig-Schönefeld, Fortsetzung der Arbeiten an dem nach Plänen von Leberecht Migge gestalteten Park (Lage)

## Schriften
- Gartenbeete und Gruppen: 333 Entwürfe für einfache und reiche Ausführung mit mehrfachen und erprobten Bepflanzungen in verschiedenen Jahreszeiten nebst ziffermässiger Angabe des Pflanzenbedarfs, Paul Parey Verlag, 1893
- Stadtbäume: Anleitung zum Pflanzen und Pflegen der Bäume in Städten, Vororten und auf Landstrassen, Paul Parey Verlag, 1893
- Hundert kleine Gärten, Paul Parey Verlag, 1893 und folgende erweiterte Auflagen
- Gärtnerische Schmuckplätze in Städten, ihre Anlage, Bepflanzung und Pflege: Für Gärtner, Architekten und Stadtverwaltungen, Paul Parey Verlag, 1897
- Gartenrasen und Parkwiesen, ihre Anlage und Unterhaltung, Paul Parey Verlag, 1895
- Die Deutsche Gartenkunst: Ihre Entstehung und Einrichtung – mit besonderer Berücksichtigung der Ausführungsarbeiten und einer Geschichte der Gärten bei den verschiedenen Völkern, Verlag H. Voigt, 1902
- Gartenbuch für jedermann: Anleitung zur praktische Ausübung aller Zweige der Gärtnerei: aus der Praxis für die Praxis, (mit Fritz Kunert), Paul Parey Verlag, 1920
- Hampels Handbuch der Frucht- und Gemüsetreiberei: Vollständige Anleitung um Ananas, Erdbeeren, Wein, Pfirsiche, Aprikosen, sowie alle besseren Gemüse zu jeder Jahreszeit mit gutem Erfolg zu treiben, (mit Fritz Kunert), Paul Parey Verlag, 1923
- Hampels Gartenbuch: Für Gärtner und Gartenliebhaber; Anleitung zur Ausübung aller Zweige der Gärtnerei, (mit Fritz Kunert), Paul Parey Verlag, 1929